# Skotomorphogénèse

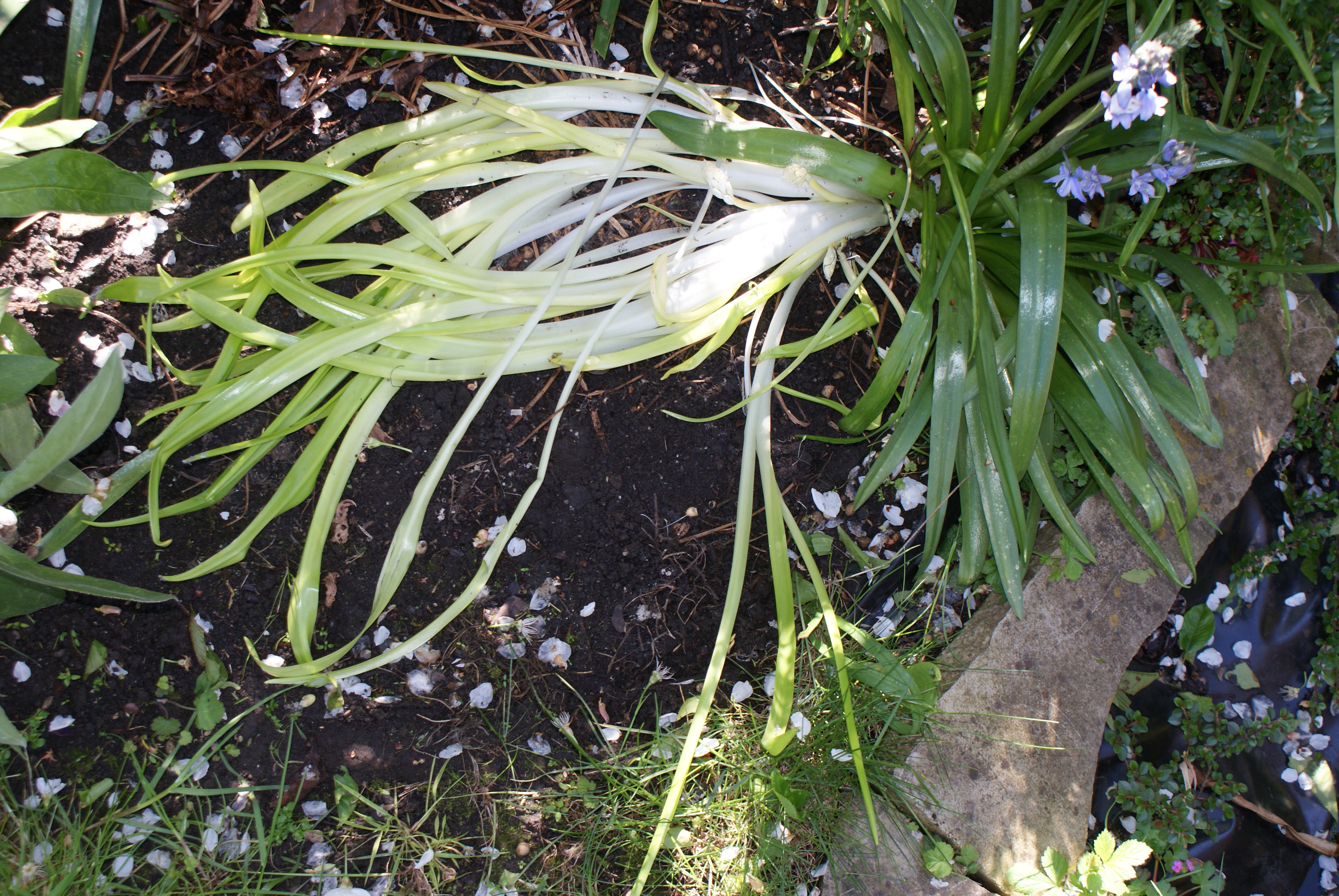
Tiges étiolées de Hyacinthoides hispanica

La skotomorphogénèse  (de skotos, mot grec désignant l’obscurité) est le mode de développement des plantes en absence de lumière. C'est en particulier le cas lors de la germination des semences. La skotomorphogénèse se traduit par un étiolement de la plantule.

## Description
Le développement des plantules dans l'obscurité est connu sous le nom de « skotomorphogenèse » et conduit à des plantules étiolées. L' étiolement est un processus qui se produit chez les plantes à fleurs cultivées en l'absence partielle ou totale de lumière et qui se caractérise par des tiges longues et faibles, des feuilles plus petites en raison d'entrenœuds plus longs et une couleur jaune pâle. Les photorécepteurs présents sur la jeune plantule

## Fonctionnement
Les protéines WSCP (Water-soluble Chlorophyll binding Proteins) font partie de la famille des inhibiteurs de protéases et elles présentent la particularité d'être induites en conditions de stress abiotiques à la lumière. Chez Arabidopsis thaliana en particulier elle s'exprime dans les plantules à l'obscurité qui s'étiolent et dans le tissu de transmission des fleurs, lieu de passage des tubes polliniques. La protéine WSCP jouet ainsi un rôle protecteur de au cours de la skotomorphogénèse .
La skotomorphogenèse se termine lorsque la plantule émerge et commence à capter la lumière. La photosynthèse peut alors commencer avec un bouleversement du fonctionnement de la plante.

## Articles annexes
- Photomorphogénèse
- Morphogenèse végétale
- Phytohormone
- Phytochrome